# Anna von Österreich (1601–1666)

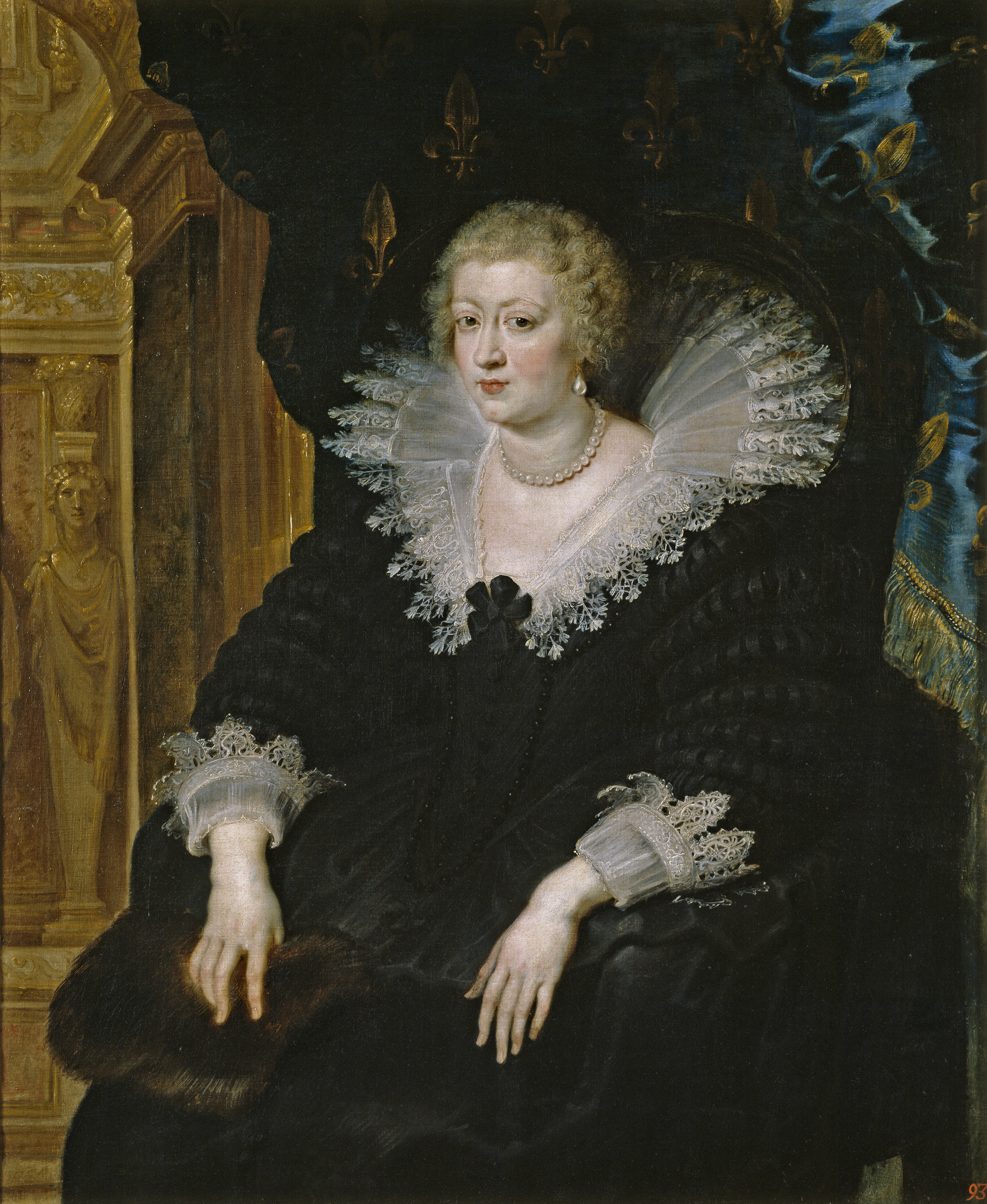
Anna von Österreich (Gemälde von Peter Paul Rubens, ca. 1622).
Annas Unterschrift:

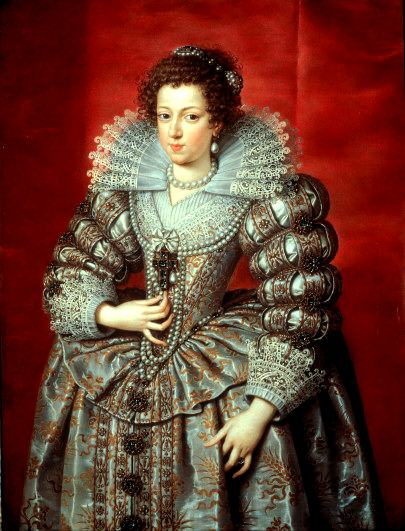
Porträt der jungen Anna von Österreich aus dem Jahr 1616 (Gemälde von Frans Pourbus d. J.)

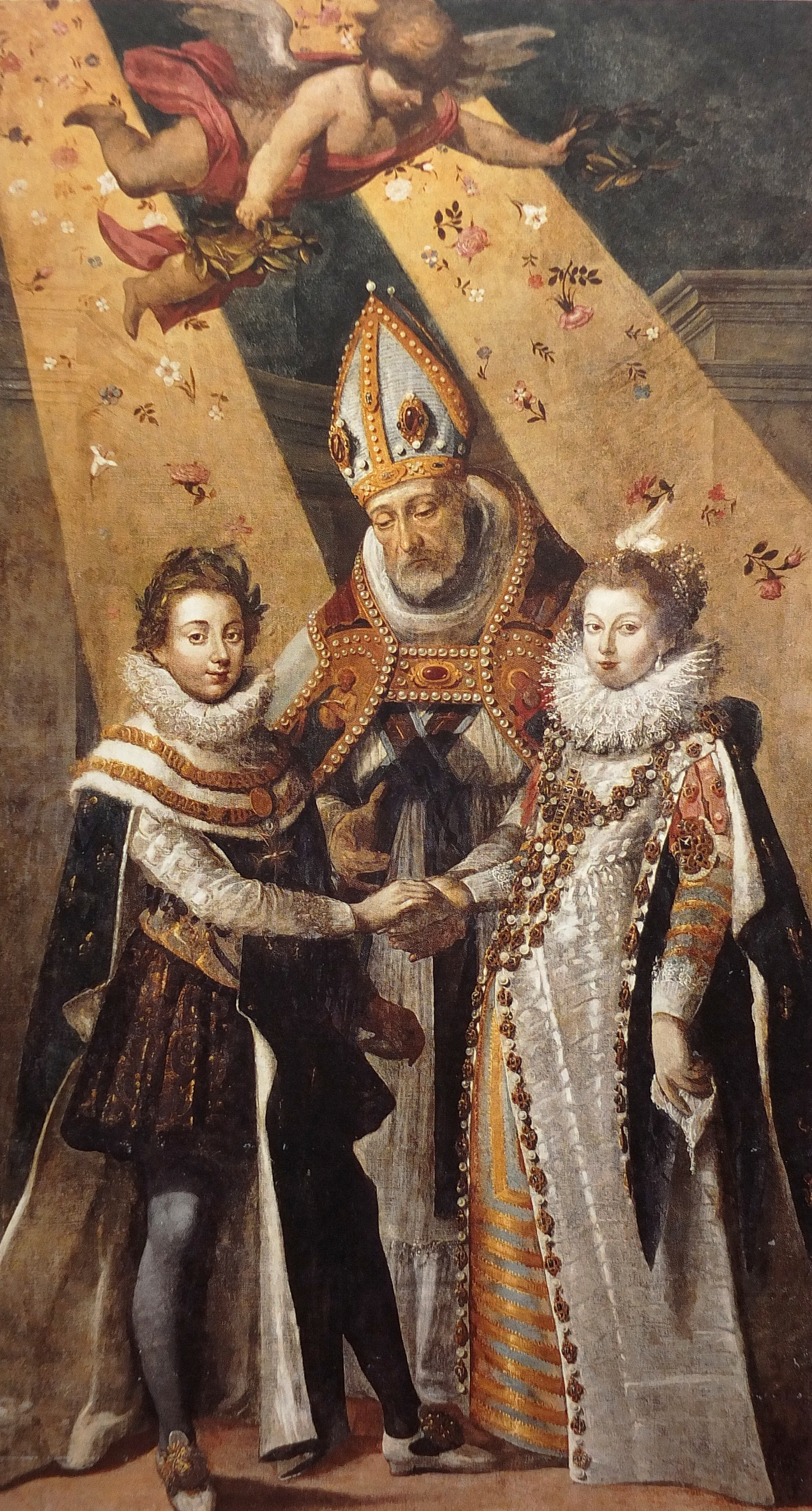
Heirat zwischen Ludwig XIII. und Anna von Österreich im Jahr 1615 (gemalt von Jean Chalette)

Anna Maria Mauricia von Österreich – spanisch Ana de Austria, französisch Anne d’Autriche – (* 22. September 1601 in Valladolid; † 20. Januar 1666 in Paris) war eine spanisch-portugiesische Infantin und Erzherzogin von Österreich aus dem Hause Habsburg. Durch ihre Ehe mit Ludwig XIII. war sie vom 24. November 1615 bis 14. Mai 1643 Königin von Frankreich und Navarra sowie vom 14. Mai 1643 bis 7. September 1651 als Mutter des noch minderjährigen Königs Ludwig XIV. Regentin von Frankreich. Im Anschluss nahm sie den Vorsitz des Conseil du Roi ein und übte bis zu ihrem Rückzug aus der Politik 1661 starke Dominanz aus.

## Leben

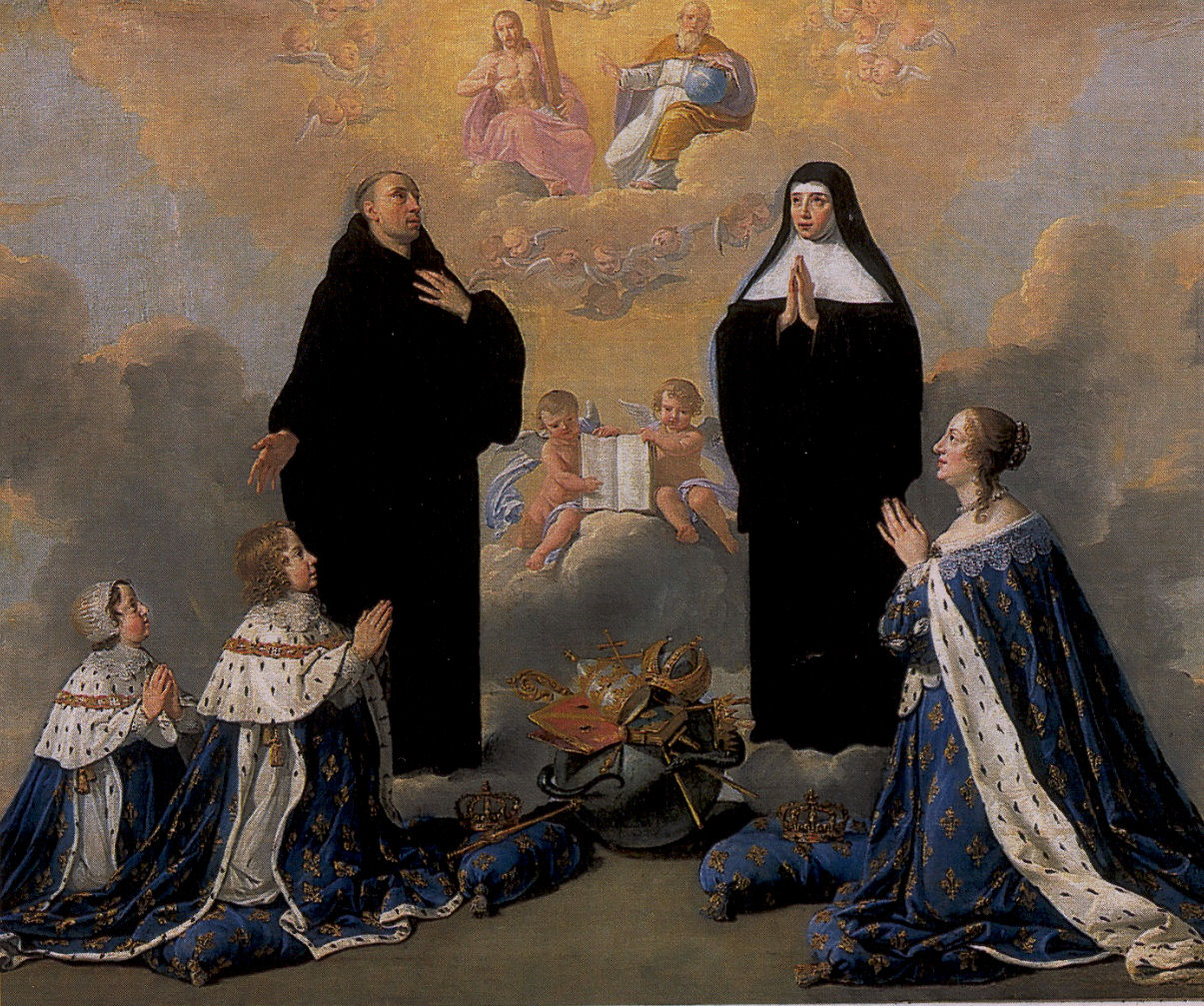
Anna mit ihren Söhnen, 1646

Ihr Vater war Philipp III. von Spanien, ihre Mutter Margarete von Österreich. Der spanische König Philipp IV. war ihr jüngerer Bruder.
Am 21. November 1615 wurde sie mit dem jungen französischen König Ludwig XIII. in der Kathedrale Saint-André in Bordeaux getraut. Maria de’ Medici, Ludwigs Mutter, hatte diese Verbindung auf Anregung ihres Beraters Concino Concini arrangiert. Anna und Ludwig XIII. waren ein Paar, das unterschiedlicher nicht sein konnte: Er bevorzugte die Jagd, sie war dem Theater, dem Tanz und der leichten Muse zugetan.
Nachdem drei Fehlgeburten am Anfang der Ehe die Hoffnung auf einen Thronfolger hatten aussichtslos erscheinen lassen, wurde Anna von Ludwig mit Nichtachtung behandelt. Später wurden ihr Affären mit hohen Adligen nachgesagt, wie Henri II. de Montmorency und George Villiers, Herzog von Buckingham, was allerdings unwahrscheinlich ist, da sie als Königin strenger sozialer Kontrolle unterlag.
Als Habsburgerin und fromme Katholikin war Anna entsetzt, als auf Betreiben von Kardinal Richelieu Frankreich 1635 in den Krieg gegen Spanien an der Seite protestantischer Fürsten gegen die kaiserlich-katholische Partei des Heiligen Römischen Reiches eintrat.
Am 5. September 1638 wurde ihr erstes gesundes Kind, der spätere König Ludwig XIV., geboren. Es gibt Legenden um die lange Zeit der Kinderlosigkeit von Anna, aber belegt ist für das Jahr 1623 die Anweisung des Königs an das Parlament der Provence, einen Teil der Reliquie der Heiligen Anna aus der Stadt Apt zu überlassen.
Anna führte die Geburt ihres Sohnes auch auf das Wirken von St. Fiacre zurück, weshalb sie im Jahre 1641 eine Wallfahrt nach Saint-Fiacre unternahm. Zwei Jahre später, am 21. September 1640, gebar sie einen zweiten Sohn, Philipp. Damit war ihre Position am Hof gesichert, und sie musste nicht mehr mit der Abschiebung in ein Kloster rechnen.
So glücklich der König über die Geburt des Stammhalters war, so offensichtlich war er bald eifersüchtig angesichts der Zuneigung seines Sohnes zur Mutter. Er machte ihr Vorwürfe, sie nehme diesen gegen ihn ein.
Am 4. Dezember 1642 starb der Anna verhasste Kardinal Richelieu. Doch auch der Gesundheitszustand des Königs verschlechterte sich rasch. Vor seinem Tod am 14. Mai 1643 verfügte er testamentarisch, dass nicht Anna die Regentschaft für den noch minderjährigen Ludwig XIV. ausüben solle, sondern ein Regentschaftsrat. Sie ließ jedoch vom Obersten Pariser Gerichtshof, dem Parlement de Paris, die betreffende Klausel des Testaments annullieren und beseitigte den Regentschaftsrat. Als ersten Minister behielt sie den von Ludwig XIII. selbst als Nachfolger Richelieus eingesetzten Kardinal Jules Mazarin, der auch Pate des jungen Königs war.
Ihre ersten politischen Entscheidungen sorgten für Aufsehen. Anstatt mit ihrem Bruder Philipp Frieden zu schließen, führte sie den Krieg gegen Spanien weiter, nachdem die französischen Truppen am 19. Mai 1643 in der Schlacht bei Rocroi in den Ardennen einen entscheidenden Sieg erzielt hatten.
Allerdings wurden Anna und der beim Adel wie beim Volk verhasste Mazarin mit der Fronde konfrontiert, die ab 1648 ganz Frankreich erschütterte.
Annas Regentschaft endete offiziell, als Ludwig XIV. 1651 mit dreizehn Jahren für volljährig erklärt wurde. Doch übten sie und Mazarin auch weiterhin die Macht aus. 1652 sah Anna sich auf Druck der „Frondeure“ gezwungen, Mazarin zu entlassen, der ins Exil nach Brühl bei Köln ging, sie von dort aus aber weiter beriet und 1653 zurückkehren konnte.
Nachdem Frankreich seine kriegerischen Aktivitäten in Deutschland mit dem Westfälischen Frieden 1648 beendet hatte, schloss es 1659 den Pyrenäenfrieden mit Spanien. Bei der Unterzeichnung des Friedensvertrags auf der Fasaneninsel im spanisch-französischen Grenzfluss Bidasoa sah Anna erstmals seit 1615 ihren Bruder Philipp wieder. Das Treffen verlief allerdings eher kühl, denn Spanien musste Gebiete an Frankreich abtreten. Immerhin wurde beim Friedensschluss die Eheschließung ihres Sohnes Ludwig mit ihrer Nichte, der Infantin Maria Teresa von Spanien, vereinbart, die 1660 stattfand. Als nach dem Tod Mazarins 1661 Ludwig die Regierungsgeschäfte selbst übernahm, zog sich Anna nach und nach vom Hof zurück und lebte meist im Kloster Val-de-Grâce am südlichen Stadtrand von Paris. Am 20. Januar 1666 starb sie an Brustkrebs.
Anna galt als eine der schönsten Frauen ihrer Zeit, sie hatte „die meistbewunderten und unzählige Male besungenen Hände ihrer Zeit“. Mit ihrem Sohn Ludwig verband sie ein inniges Verhältnis. Wenn sie unter sich waren, wurde sie von ihm nicht, wie nach der Etikette üblich, „Madame“, sondern „Maman“ genannt. Ihrer Regentschaft sind die beiden Werke Rodogune von Pierre Corneille (1644, publ. 46/47) und Gabriel Gilbert (1646) gewidmet, die sie mit der Partherprinzessin Rhodogune vergleichen.

## Vorfahren
| Ahnentafel Anna von Österreich  | Ahnentafel Anna von Österreich                                                          | Ahnentafel Anna von Österreich                                                       | Ahnentafel Anna von Österreich                                                       | Ahnentafel Anna von Österreich                                                       | Ahnentafel Anna von Österreich                                                            | Ahnentafel Anna von Österreich                                                            | Ahnentafel Anna von Österreich                                                            | Ahnentafel Anna von Österreich                                                            |
| ------------------------------- | --------------------------------------------------------------------------------------- | ------------------------------------------------------------------------------------ | ------------------------------------------------------------------------------------ | ------------------------------------------------------------------------------------ | ----------------------------------------------------------------------------------------- | ----------------------------------------------------------------------------------------- | ----------------------------------------------------------------------------------------- | ----------------------------------------------------------------------------------------- |
| Ururgroßeltern                  | König Philipp I. (Kastilien) (1478–1506) ⚭ 1496 Königin Johanna (Kastilien) (1479–1555) | König Manuel I. von Portugal (1469–1521) ⚭ 1500 Maria von Aragón (1482–1517)         | Kaiser Ferdinand I. (1503–1564) ⚭ 1521 Anna von Böhmen und Ungarn (1503–1547)        | Kaiser Karl V. (1500–1558) ⚭ 1526 Isabella von Portugal (1503–1539)                  | König Philipp I. (Kastilien) (1478–1506) ⚭ 1496 Königin Johanna (Kastilien) (1479–1555)   | Vladislav II. (Böhmen und Ungarn) (1456–1516) ⚭ 1502 Anne de Foix-Candale (1484–1506)     | Wilhelm IV. (Bayern) (1493–1550) ⚭ 1522 Maria Jakobäa von Baden (1507–1580)               | Kaiser Ferdinand I. (1503–1564) ⚭ 1521 Anna von Böhmen und Ungarn (1503–1547)             |
| Urgroßeltern                    | Kaiser Karl V. (1500–1558) ⚭ 1526 Isabella von Portugal (1503–1539)                     | Kaiser Karl V. (1500–1558) ⚭ 1526 Isabella von Portugal (1503–1539)                  | Kaiser Maximilian II. (1527–1576) ⚭ 1548 Maria von Spanien (1528–1603)               | Kaiser Maximilian II. (1527–1576) ⚭ 1548 Maria von Spanien (1528–1603)               | Kaiser Ferdinand I. (1503–1564) ⚭ 1521 Anna von Böhmen und Ungarn (1503–1547)             | Kaiser Ferdinand I. (1503–1564) ⚭ 1521 Anna von Böhmen und Ungarn (1503–1547)             | Herzog Albrecht V. (Bayern) (1528–1579) ⚭ 1546 Anna von Österreich (1528–1590)            | Herzog Albrecht V. (Bayern) (1528–1579) ⚭ 1546 Anna von Österreich (1528–1590)            |
| Großeltern                      | König Philipp II. (Spanien) (1527–1598) ⚭ 1570 Anna von Österreich (1549–1580)          | König Philipp II. (Spanien) (1527–1598) ⚭ 1570 Anna von Österreich (1549–1580)       | König Philipp II. (Spanien) (1527–1598) ⚭ 1570 Anna von Österreich (1549–1580)       | König Philipp II. (Spanien) (1527–1598) ⚭ 1570 Anna von Österreich (1549–1580)       | Erzherzog Karl II. (Innerösterreich) (1540–1590) ⚭ 1571 Maria Anna von Bayern (1551–1608) | Erzherzog Karl II. (Innerösterreich) (1540–1590) ⚭ 1571 Maria Anna von Bayern (1551–1608) | Erzherzog Karl II. (Innerösterreich) (1540–1590) ⚭ 1571 Maria Anna von Bayern (1551–1608) | Erzherzog Karl II. (Innerösterreich) (1540–1590) ⚭ 1571 Maria Anna von Bayern (1551–1608) |
| Eltern                          | König Philipp III. (Spanien) (1578–1621) ⚭ 1615 Margarete von Österreich (1584–1611)    | König Philipp III. (Spanien) (1578–1621) ⚭ 1615 Margarete von Österreich (1584–1611) | König Philipp III. (Spanien) (1578–1621) ⚭ 1615 Margarete von Österreich (1584–1611) | König Philipp III. (Spanien) (1578–1621) ⚭ 1615 Margarete von Österreich (1584–1611) | König Philipp III. (Spanien) (1578–1621) ⚭ 1615 Margarete von Österreich (1584–1611)      | König Philipp III. (Spanien) (1578–1621) ⚭ 1615 Margarete von Österreich (1584–1611)      | König Philipp III. (Spanien) (1578–1621) ⚭ 1615 Margarete von Österreich (1584–1611)      | König Philipp III. (Spanien) (1578–1621) ⚭ 1615 Margarete von Österreich (1584–1611)      |
| Anna von Österreich (1601–1666) |                                                                                         |                                                                                      |                                                                                      |                                                                                      |                                                                                           |                                                                                           |                                                                                           |                                                                                           |

## Nachkommen mit Ludwig
- Totgeburt eines Kindes */† 6. Dezember 1619
- Geburt eines Kindes, das kurz nach der Geburt starb */† 14. März 1622
- Totgeburt eines Kindes im Jahre 1626
- Totgeburt eines Kindes am */† 11. April 1631
- Ludwig XIV. (* 5. September 1638; † 1. September 1715), König von Frankreich und Navarra
- Philipp (* 21. September 1640; † 8. Juni 1701), Herzog von Orléans